# Lacapelle-Livron
Lacapelle-Livron é uma comuna francesa na região administrativa de Occitânia, no departamento de Tarn-et-Garonne. Estende-se por uma área de 13,79 km². Em 2010 a comuna tinha 205 habitantes (densidade: 14,9 hab./km²).